# Racek růžový
Racek růžový (Rhodostethia rosea) je malý arktický druh racka, jediný druh monotypického rodu Rhodostethia. Tento pták je pojmenován po britském průzkumníkovi Jamesi Clarku Rossovi. Pravděpodobně první, kdo racky růžové spatřil, byl v roce 1905 Sergej Alexandrovič Buturlin. Ten spatřil jejich kolonii nedaleko vsi Pochodsk v severovýchodním Jakutsku, když oblast jako soudce navštívil. Sdružují se do velkých kolonií po celý rok.

## Popis

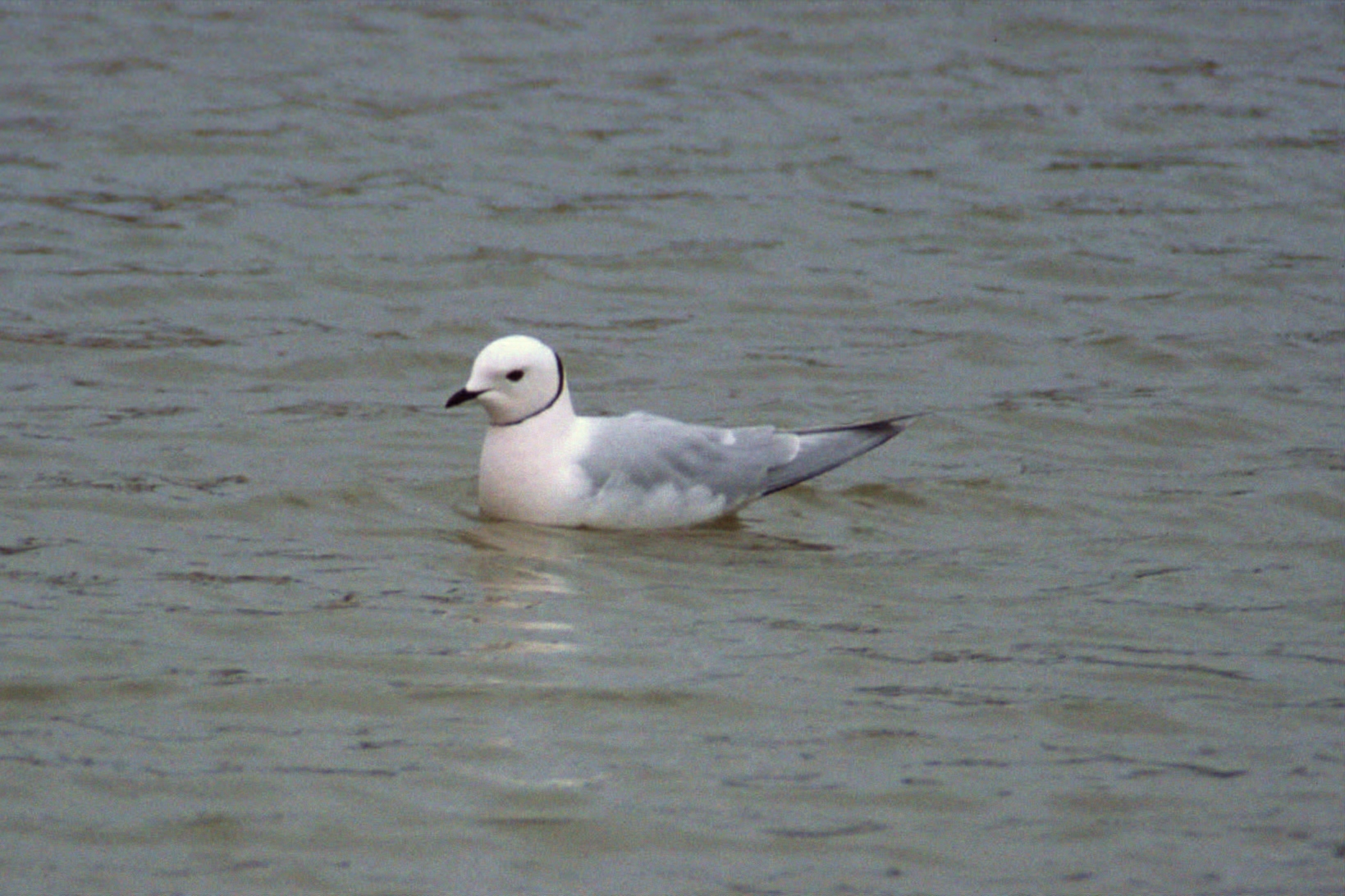

Dospělí ptáci mají bílou hlavu, oddělenou od růžového těla úzkým černým proužkem na krku. Hřbet je světle šedý, křídla jsou úzká, světle šedá, se širokým bílým zadním okrajem. Ocas je klínovitý, bílý. Nohy jsou oranžově červené, zobák černý. V prostém šatu (v zimě) černý proužek na krku mizí, temeno, týl a strany krku jsou šedé. Mladí ptáci jsou zbarveni podobně jako dospělí v prostém šatu, mají však na křídlech výraznou černou kresbu tvaru písmene „M“.
Samice kladou 2 až 3 olivově zelená vejce do provizorního hnízda, které leží na zemi a je vyrobeno především z mořských řas, trávy a mechu. Vejce mají tedy ochranné zbarvení, protože pro predátory z výšky jsou jen těžko viditelná. Inkubaci provádí střídavě samec i samice a to po dobu asi tří týdnů. Mláďata se následně za další tři týdny plně opeří.
Živí se rozmanitou potravou; malými rybami, mršinami, korýši, v období rozmnožování se živí i hmyzem a mouchami.

## Výskyt a rozšíření
Racek růžový hnízdí na severovýchodní Sibiři a na přilehlých ostrovech, malá (a zřejmě nestálá) populace také v Severní Americe a Grónsku. Výjimečně zahnízdil na Špicberkách. V mimohnízdní době se zdržuje na okraji arktického ledu. Každoročně zalétají jednotliví ptáci dále na jih do Evropy, především Británie, Irska a Skandinávie, zjištěn byl na jih po Španělsko, Severní Makedonii a Itálii. Mimo Evropu byl zjištěn ve Spojených státech (na jih po Illinois), Japonsku a Mandžusku. Přesto je pravdou, že nemigruje příliš daleko.
Jedná se o racky s velkou populací, proto jej IUCN řadí mezi zvířata málo dotčená, tedy nechráněná. Racci mají pořád mnoho oblastí s vyhovujícími podmínkami a jsou poměrně přizpůsobiví, proto je jich tolik.